# Corrupção no Brasil

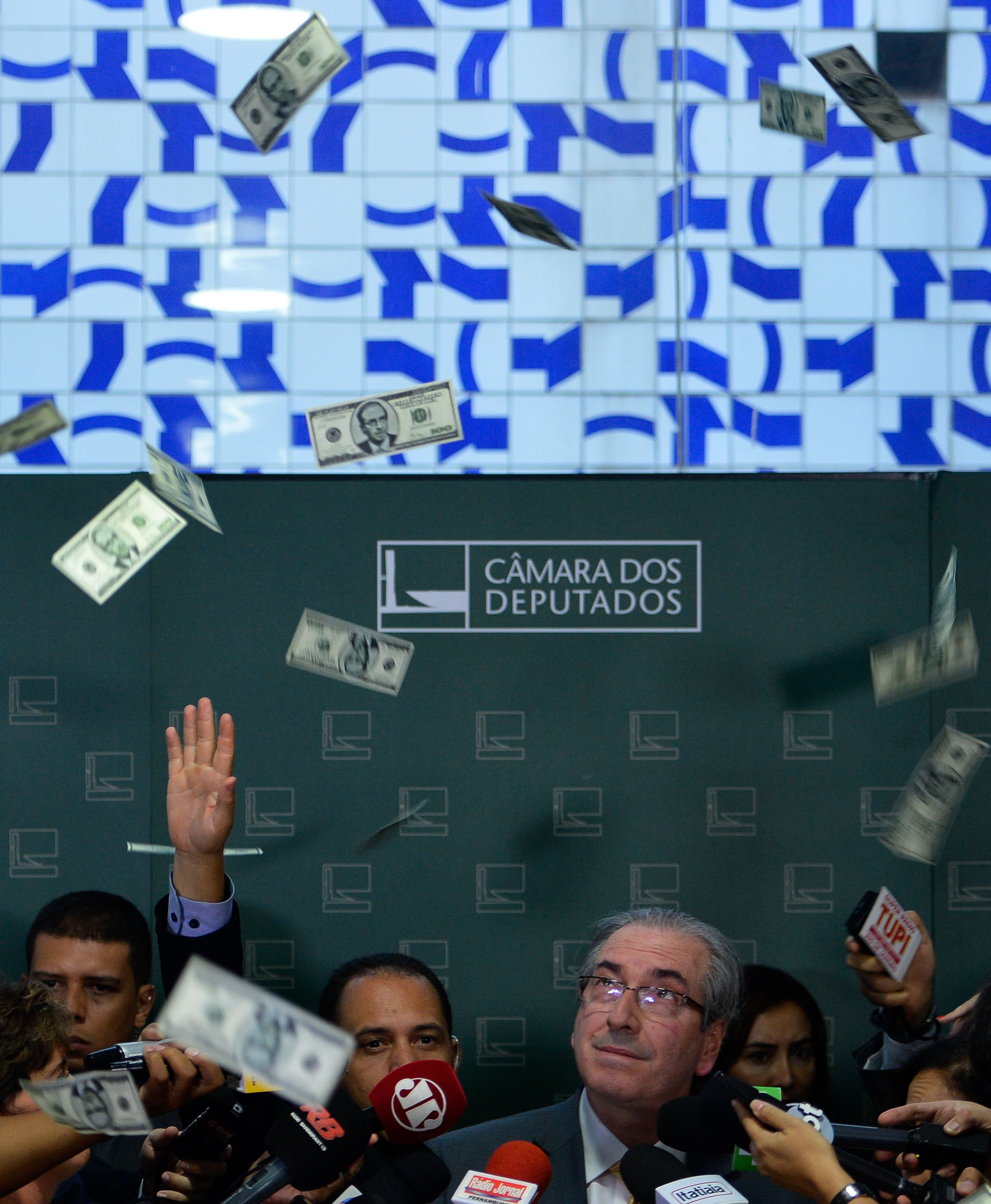
Eduardo Cunha, à época presidente da Câmara dos Deputados, recebendo banho de dólares falsos contendo o seu rosto em forma de protesto contra a corrupção

A corrupção no Brasil afeta diretamente o bem-estar dos cidadãos ao diminuir os investimentos públicos na saúde, na educação, em infraestrutura, segurança, habitação, entre outros direitos essenciais à vida, e fere a Constituição ao ampliar a exclusão social e a desigualdade econômica. Geralmente, a corrupção ocorre por meio de recursos dos orçamentos públicos da União, dos Estados e dos Municípios destinados à saúde, à educação, à previdência e à programas sociais e de infraestrutura, que são desviados para financiar campanhas eleitorais, corromper funcionários públicos, ou mesmo para contas bancárias pessoais no exterior. Em 13 de outubro de 2020, a Transparência Internacional apontou uma “progressiva deterioração do arcabouço institucional anticorrupção no país” e sérios retrocessos no combate a corrupção no Brasil. Uma forma de corrupção comum no Brasil é o desvio de fundos públicos por meio de superfaturamento. Essa técnica permite que o indivíduo se enriqueça e também financie campanhas políticas e está intimamente ligada aos contratos públicos com empresas privadas. Além disso, também é comum a propina e suborno na polícia.
Estudos da Fundação Getúlio Vargas (FGV) de 2009 estimam que economia brasileira perde com a corrupção, todos os anos, de um a quatro por cento do Produto Interno Bruto (PIB), o equivalente a um valor superior a 30 bilhões de reais. No ano seguinte, um estudo da Federação das Indústrias do Estado de São Paulo (Fiesp) apontou que o custo anual da corrupção no país é de 1,38 por cento a 2,3 por cento do PIB. Em 2013, um estudo da Confederação Nacional da Indústria (CNI) mostrou que cada um real desviado pela corrupção representa um dano para a economia e para a sociedade de três reais.
A Polícia Federal considera a Operação Lava Jato a maior investigação de corrupção da história do país, e o Departamento de Justiça dos Estados Unidos considera o esquema de corrupção do Grupo Odebrecht (atual Novonor), investigado pela Lava Jato, como o maior pagamento de propina da história mundial. A Lava Jato revelou um quadro de corrupção sistêmica no Brasil, mostrando que a corrupção passou a fazer parte do próprio sistema. Em 2015, uma pesquisa de opinião realizada pelo instituto Datafolha, indicou pela primeira vez que a corrupção é o maior problema no Brasil. Em junho de 2017, a Diretoria de Combate ao Crime Organizado (DICOR/PF) totalizou que, a partir de 2013, as perdas com diversos desvios atingiram perto de 123 bilhões de reais. O presidente da Petrobras, Aldemir Bendine, estimou em 2015 as perdas da empresa com escândalos de corrupção em 6,2 bilhões de reais. As ações da empresa caíram, embora depois tenham começado a se recuperar lentamente.
O "jeitinho brasileiro" é tido como forma de prática das "pequenas corrupções", como por exemplo sonegar imposto, furtar sinal de TV a cabo, furar a fila, simular ou dissimular negócios, entre outros. No ano de 2025 foi divulgado na imprensa pelo Metrópoles o que seria um dos maiores esquemas de corrupção do país de um esquema bilionário para desviar dinheiro de aposentados e pensionistas através de descontos não autorizados por sindicatos e associações e realizar empréstimos consignados não autorizados, esquema que ficou conhecido como "Farra do INSS" e "Aposentão".
 De acordo com uma pesquisa da Atlas divulgada em maio de 2025, o brasileiro considera a corrupção como o maior problema da atualidade superando a criminalidade e o tráfico de drogas.

## História

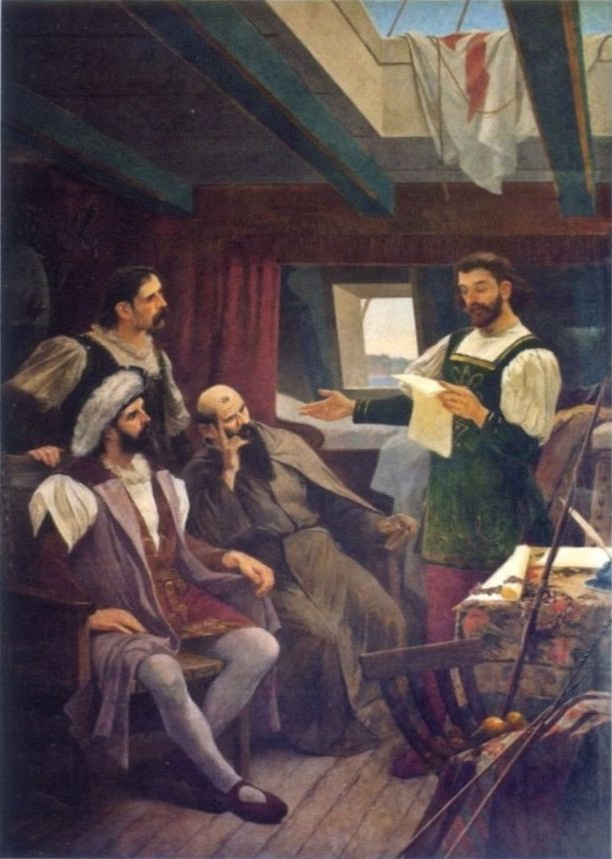
Pero Vaz de Caminha lê para o comandante Pedro Álvares Cabral a carta que será enviada ao rei D. Manuel I.

Conforme ensina Fernando Filgueiras: a tolerância à corrupção não é um desvio de caráter do brasileiro, uma propensão e culto à imoralidade, nem mesmo uma situação de cordialidade, mas uma disposição prática nascida de uma cultura em que as preferências estão circunscritas a um contexto de necessidades, representando uma estratégia de sobrevivência que ocorre pela questão material. O nepotismo já teria desembarcado no Brasil a bordo da primeira caravela, sendo apontado como exemplo a Carta a El-Rei D. Manuel escrita por Pero Vaz de Caminha, na qual solicita ao rei que mandasse "vir buscar da ilha de São Tomé a Jorge de Osório, meu genro". Para ocupar e administrar o novo território, tarefa bastante complicada pela distância geográfica e precariedade das comunicações, a coroa portuguesa teve de oferecer incentivos e relaxou na vigilância de seus prepostos. Isso gerou um ambiente de tal modo favorável à prática da corrupção, que já no século XVII, o padre Antônio Vieira denunciou-o através do Sermão do Bom Ladrão, onde expõe corajosamente os desmandos praticados por colonos e administradores no Brasil:
| “ | O ladrão que furta para comer, não vai, nem leva ao inferno; os que não só vão, mas levam, de que eu trato, são outros ladrões, de maior calibre e de mais alta esfera. (...) os ladrões que mais própria e dignamente merecem este título são aqueles a quem os reis encomendam os exércitos e legiões, ou o governo das províncias, ou a administração das cidades, os quais já com manha, já com força, roubam e despojam os povos. - Os outros ladrões roubam um homem: estes roubam cidades e reinos; os outros furtam debaixo do seu risco: estes sem temor, nem perigo; os outros, se furtam, são enforcados: estes furtam e enforcam. | ” |

Há relatos também de corrupção nas mais altas esferas de poder desde o início do século XIX. Naquela época, os seguintes versos corriam as ruas da capital nacional:
| “ | Quem furta pouco é ladrão Quem furta muito é barão Quem mais furta e esconde Passa de barão a visconde | ” |

Segundo Raymundo Faoro, a corrupção é um "vício" herdado do mundo ibérico, resultado de uma relação patrimonialista entre Estado e Sociedade.

## Períodos

### Ditadura militar

Castelo Branco: o udenismo fardado chega ao poder.

O combate à corrupção foi uma das grandes bandeiras do golpe militar de 1964. Este alvo específico, assim como a denúncia da "infiltração comunista" na vida brasileira e o discurso moralista, pode ser encarado como fruto da vinculação entre os militares, as classes médias urbanas, e partidos políticos de cunho conservador, como a União Democrática Nacional (UDN, da qual originou-se o termo "udenismo"), fundada em 1945, pouco antes do fim da ditadura do Estado Novo. A UDN, que após três derrotas consecutivas em eleições presidenciais (1945, 1950 e 1955), havia vencido com Jânio Quadros em 1960, viu seus planos de poder serem abortados quando o presidente renunciou poucos meses depois, em 1961. Portanto, não é de estranhar o apoio dado pela UDN ao golpe de 1964: isto apenas ressalta que, embora o movimento tenha sido militar, teve amplo apoio dos setores conservadores da sociedade civil.
Imbuído deste espírito moralizante, logo no início de sua administração o marechal Castelo Branco prometeu que faria ampla investigação e divulgação sobre a corrupção vigente no governo deposto de João Goulart. Um dos principais instrumentos criados com este fim foi a Comissão Geral de Investigações (CGI), órgão encarregado de conduzir os Inquéritos Policiais Militares. Os malfeitos averiguados seriam reunidos num "livro branco da corrupção", ao qual seria dado grande divulgação. Tal livro, contudo, jamais chegou a ser produzido, muito menos publicado. É presumível que os militares tenham concluído que não poderiam dar publicidade à corrupção alheia sem revelar àquela que existia em suas próprias fileiras. Em 1978, a CGI foi extinta pelo general-presidente Geisel.
Rapidamente, não só os militares tiveram que reconhecer que o combate à corrupção era atividade estranha à corporação, como aprenderam a conviver e até a beneficiar-se dela. Os generais-presidentes buscavam isolar-se do comportamento delituoso de alguns de seus subordinados através de demonstrações públicas de austeridade em suas vidas pessoais. O que seus comandados faziam em causa própria, desde que não representasse um risco à imagem das forças armadas, raramente era investigado.
Apesar do empenho moralizante da ditadura militar, não somente a corrupção era "muito mais difícil de caracterizar, punir e erradicar" do que a subversão (como reconheceu o próprio marechal Castelo Branco), como a CGI tão somente não era o instrumento capaz de impedi-la pela mera intimidação. Por sua própria natureza autoritária, o regime inviabilizava a fiscalização de seus atos por parte da sociedade civil, da imprensa e do Congresso Nacional. Não havia transparência, muito menos órgãos fiscalizatórios. Conforme diz o juiz Márlon Reis, um dos autores da Lei da Ficha Limpa, "obras faraônicas como Itaipu, Transamazônica e Ferrovia do Aço, por exemplo, foram realizadas sem qualquer possibilidade de controle. Nunca saberemos o montante desviado. Durante a ditadura, a corrupção não foi uma política de governo, mas de Estado, uma vez que seu principal escopo foi a defesa de interesses econômicos de grupos particulares."

### Governo Sarney
Notabilizaram-se as acusações de corrupção endêmica em todas as esferas do governo, sendo o próprio presidente José Sarney denunciado, embora as acusações não tenham sido levadas à frente pelo Congresso Nacional. Foi no período entre 1987 e 1989, que eclodia a crise política, aliada à crise econômica. Foram citadas suspeitas de superfaturamento e irregularidades em concorrências públicas, como a da licitação da Ferrovia Norte-Sul. As denúncias ainda afirmavam que José Sarney praticava o nepotismo, ou seja, favorecia amigos e conhecidos com concessões em rádios e TVs. A insatisfação numa ala do Partido do Movimento Democrático Brasileiro (PMDB), atual MDB, fez com que fosse fundado o Partido da Social Democracia Brasileira (PSDB). O auge da crise ocorreu durante a Assembleia Nacional Constituinte, onde os membros do partido votaram pelos quatro anos de mandato para Sarney, apesar de a tese dos cinco anos ter prevalecido, capitaneada pela maioria da bancada do PMDB e de políticos conservadores.
A CPI da corrupção apontou o ex-presidente como um dos responsáveis do esquema, por ter liberado dinheiro de fundos controlados pela Presidência a municípios, sem critérios. Assim que a verba acabava, Sarney utilizava a chamada reserva de contingência e contava com a ajuda do ministro do Planejamento, Aníbal Teixeira.

### Governo Collor

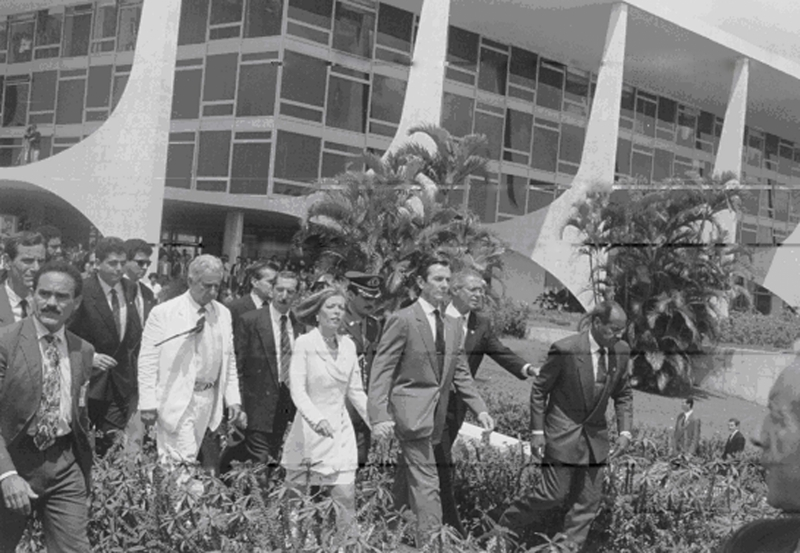
Fernando Collor saindo do Palácio do Planalto após sofrer impeachment como consequência de escândalos de corrupção

Nas últimas duas décadas do século XX, particularmente após o fim do regime militar, casos de corrupção notórios obtiveram grande destaque na mídia, tendo inclusive resultado no afastamento do presidente Fernando Collor de Mello — primeiro presidente da América Latina a sofrer impeachment.
A partir de 1993, a extensão das denúncias abalou a crença nas instituições e no futuro do país e provocou a instalação de uma Comissão Parlamentar de Inquérito (CPI), que ficou conhecida como a CPI do Orçamento, presidida pelo então senador Jarbas Passarinho e tendo como relator o governador de Pernambuco à época, Roberto Magalhães. Em 2014, o ex-presidente Collor foi inocentado pelo Supremo Tribunal Federal (STF) das denúncias de corrupção que lhe foram imputadas e que resultaram no seu "impeachment", mas tornou a ser novamente condenado por corrupção pelo mesmo STF, por outras acusações, em 2023.

### Governo Itamar Franco
O novo governo assumido pelo vice-presidente Itamar Franco foi, no início, apoiado por todas as forças políticas do Congresso, exceto o Partido da Frente Liberal (PFL), que também começou a sofrer denúncias de envolvimento de ministros em corrupção. Vários dos seus ministros, entre eles Henrique Hargreaves e Alexandre Costa.

### Governo FHC
Mas a maior acusação do governo foi da compra de votos para a aprovação de uma emenda constitucional que permitiu a reeleição para os cargos do poder executivo. Em maio de 1997, grampos telefônicos publicados pela Folha de S.Paulo revelaram conversas entre o então deputado Ronivon Santiago e outra voz identificada no jornal como Senhor X. Nas conversas, Ronivon Santiago afirma que ele e mais quatro deputados receberam 200 mil reais para votar a favor da reeleição, pagos pelo então governador do Acre, Orleir Cameli.
O governo FHC é também conhecido pelos maiores esquemas de corrupção do Brasil, o caso do Banestado.

### Governo Lula
O mais notório escândalo de corrupção no governo Lula foi o Mensalão, tendo sido denunciado em 2005. Se tratou de um esquema compra de votos por parte do Partido dos Trabalhadores (PT), denunciado pelo deputado Roberto Jefferson, que posteriormente fez delação premiada. O escândalo levou a cassação de Roberto Jefferson e José Dirceu, que era ministro da Casa Civil no governo Lula e que foi considerado pelo Supremo Tribunal Federal (STF) como um dos comandantes do esquema. O PT comprava votos de parlamentares do Congresso, dando a eles uma mesada, em troca de apoio para aprovar reformas que o partido desejava passar. Descobriu-se, por exemplo, que em 2003, a reforma da previdência proposta por Lula passou no Congresso devido a votos que foram comprados.
Antes do mensalão, em 2004, o governo Lula enfrentou crises políticas, no que foi denominado Escândalo dos Bingos. Nele Waldomiro Diniz, assessor de Dirceu aparece na divulgação de uma fita gravada pelo empresário e bicheiro Carlos Augusto Ramos, o Carlinhos Cachoeira,  extorquindo o bicheiro para arrecadar fundos para a campanha eleitoral do PT e do PSB no Rio de Janeiro. Em troca Waldomiro prometia ajudar Augusto Ramos numa concorrência pública. O Ministério Público Federal (MPF) apresentou a denúncia acolhida pela Justiça Federal por conduta criminosa em negociações para renovação do contrato entre a Caixa Econômica Federal (CEF) em 2003. Sendo inicialmente exigido por uma "consultoria" 15 milhões de reais, que foram fechados em 6 milhões de reais.
Em 2006, veio a tona o Escândalo do Dossiê ou Escândalo dos Aloprados, como também ficou conhecido, a repercussão da prisão em flagrante, a 15 de setembro de 2006, de alguns integrantes do (PT) acusados de comprar um falso dossiê, de Luiz Antônio Trevisan Vedoin, com fundos de origem desconhecida. O dossiê acusaria o candidato ao governo do estado de São Paulo pelo PSDB, José Serra, de ter relação com o escândalo das sanguessugas. O suposto plano seria prejudicar Serra na disputa ao governo de São Paulo, no qual seu principal adversário na disputa era o senador Aloizio Mercadante. Supostamente, não só Serra era alvo, pois também haveria acusações contra o candidato à presidência Geraldo Alckmin. As investigações e depoimentos dos suspeitos demonstraram que o conteúdo do dossiê contra políticos do PSDB era falso. A expressão "aloprados" foi utilizado por Luiz Inácio Lula da Silva para designar os acusados de comprar o dossiê.
Em 2016, o ex-presidente Lula (PT) se tornou réu por corrupção passiva e lavagem de dinheiro, culminando em sua condenação e prisão por 12 anos e 1 mês em abril de 2018. Uma reviravolta ocorreu no ano seguinte: em 8 de novembro, a 12a. Vara Federal de Curitiba determinou a soltura do ex-presidente, um dia depois de o STF considerar que medidas de privação de liberdade sem Trânsito em julgado seriam inconstitucionais. A condenação de Lula foi anulada em março de 2021 pelo plenário do Supremo, num contexto em que a Vaza Jato revelou que o juiz Sérgio Moro cedia informações privilegiadas à acusação, dando margem ao entendimento de que a ação penal estaria sendo objeto de politização. Pelo placar de 7 a 4, dois meses depois, a Corte declarou a suspeição do juiz. Foi proclamada também a nulidade de todas as decisões tomadas na Vara do Paraná por incompetência de foro, depois que o Ministro do STF Edson Fachin foi seguido pela maioria no entendimento de que as investigações sobre o ex-presidente não teriam relação com a Petrobras. Em seguida, o processo foi enviado à 12.ª Vara Federal Criminal em Brasília, onde acabaria arquivado a pedido do Ministério Público, em 28 de janeiro de 2022.

### Governo Dilma Rousseff

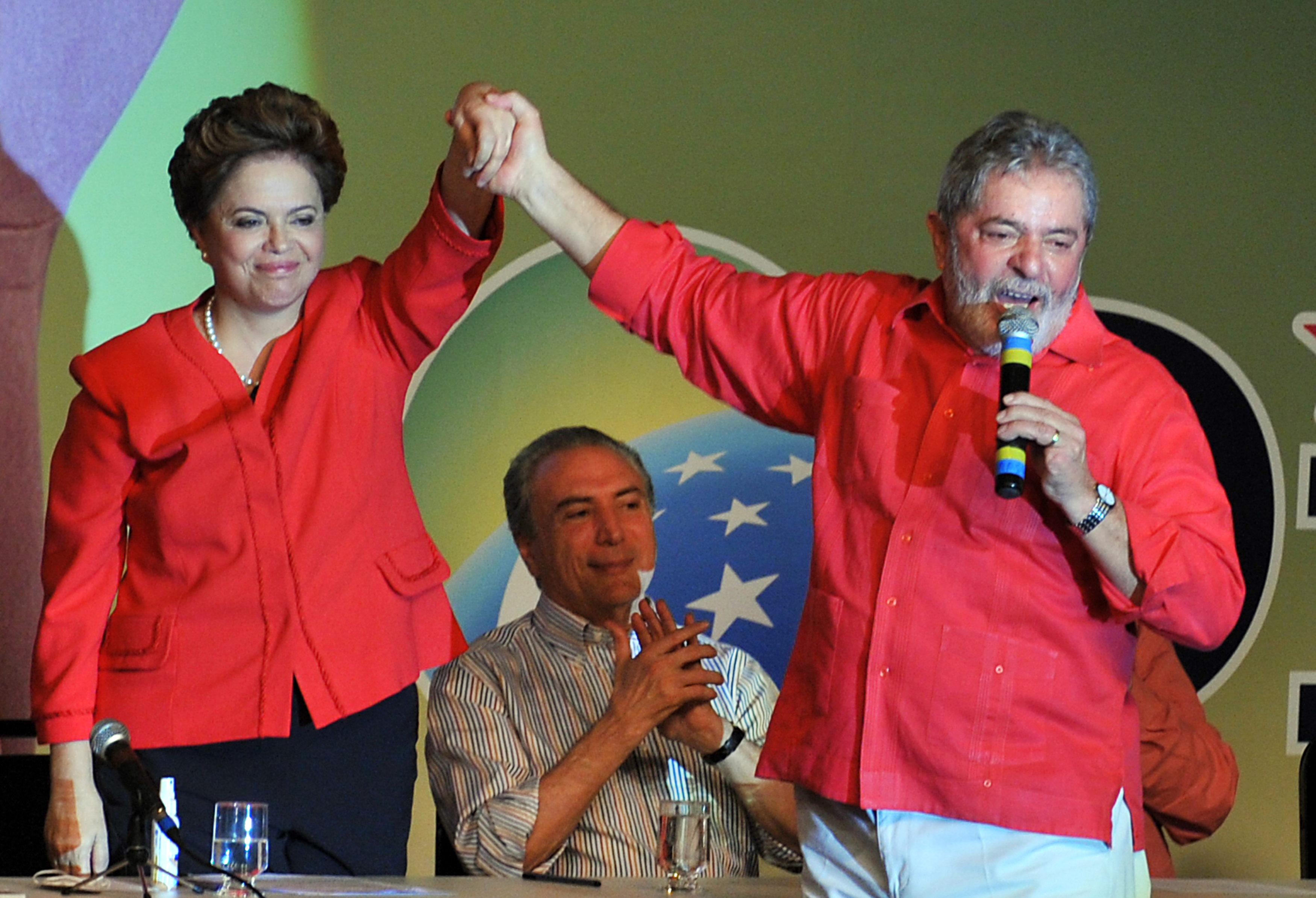
O presidente Lula na convenção nacional do PT, que confirmou a candidatura da ex-ministra Dilma Rousseff à Presidência da República

A Operação Lava Jato, é uma operação que foi iniciada em março de 2014, durante o governo Dilma Rousseff, pela Polícia Federal, que desvendou um esquema de corrupção dentro da Petrobras, e em outras estatais, para favorecer grandes empreiteiras que praticavam cartel, que por sua vez realizava pagamentos de propina a políticos que defendiam os interesses destas construtoras envolvidas no esquema. Foi considerado pela PF o maior esquema de corrupção da história do País. O pagamento de propina ultrapassa dez bilhões de reais, e é considerado pelo Departamento de Justiça dos Estados Unidos o maior caso de suborno internacional. Ao longo da operação, mais de mil mandados judiciais foram autorizados, mais de cem pessoas foram presas, e políticos, como André Vargas e Eduardo Cunha foram cassados na Câmara dos Deputados do Brasil, e presos. A operação foi deflagrada durante o governo Dilma, mas os crimes iniciaram em 2004, no governo Lula, e perduraram até 2015, durante o governo Dilma. Os principais partidos envolvidos são PP, PT e PMDB, no entanto, envolve outros políticos de diferentes partidos.
Em 2014, membros do governo Dilma e a própria presidente, foram investigados pela compra da Refinaria Pasadena Refinery System Inc, que rendeu um prejuízo de 790 milhões de dólares à Petrobras. Em dezembro de 2014, a Controladoria Geral da União (CGU), através do ministro Jorge Hage, apontou 22 responsáveis pelo negócio, entre eles, José Sérgio Gabrielli e os ex-diretores Nestor Cerveró, Paulo Roberto Costa, Renato Duque e Jorge Zelada, e isentou a presidente Dilma Rousseff, que presidiu o conselho de administração da Petrobras, e Graça Foster, de qualquer responsabilidade. Em 2016, após o STF liberar os depoimentos de delação premiada de Nestor Cerveró, tornou-se público que o delator acusava a presidente afastada, Dilma Rousseff, de ter conhecimento dos pagamentos de propinas a políticos do PT, na compra da refinaria.
Em 2017, Dilma Rousseff teve seus bens bloqueados pelo Tribunal de Contas da União (TCU) por prejuízos à Petrobras, e outros cinco ex-membros do Conselho de Administração da estatal também foram atingidos. No entanto, em 2021, o  TCU considerou a ex-presidenta inocente da acusação de que teria agido de má-fé ao concordar com a compra da refinaria.

### Governo Michel Temer

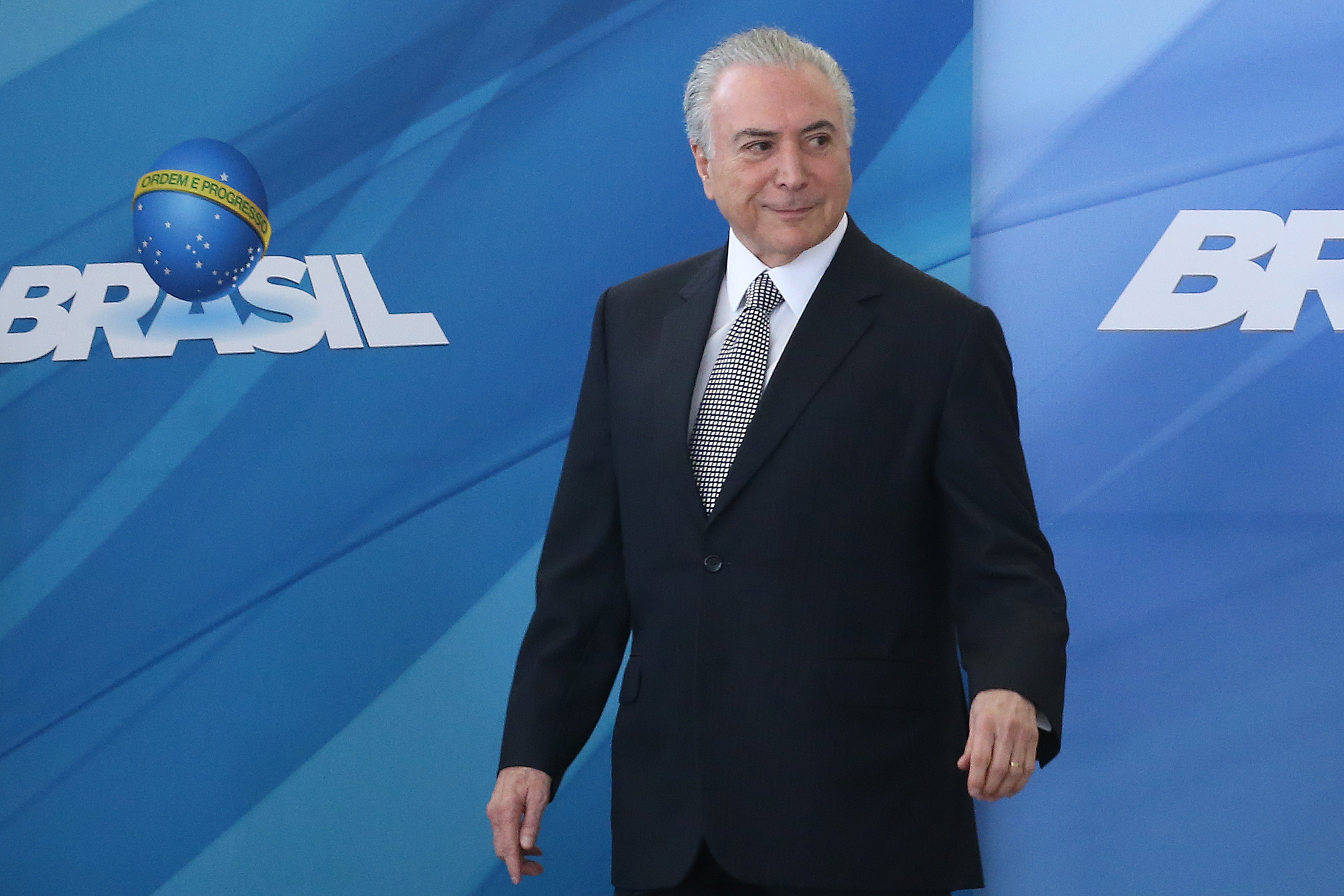
Michel Temer em 2017.

Os escândalos de corrupção apurados pela Operação Lava Jato continuaram sendo apurados após o impeachment de Dilma Rousseff. Em pouco dias de existência, o governo Michel Temer enfrentou o seu primeiro caso de escândalo e a primeira saída de um ministro, após o jornal Folha de S.Paulo divulgar gravações do ministro do planejamento, Romero Jucá, numa conversa telefônica de março de 2016 com o ex-presidente da Transpetro, Sérgio Machado. Na conversa, quando ainda era senador pelo PMDB, Jucá sugeriu que uma mudança de governo Dilma Rousseff poderia paralisar a operação, que investigava ambos os interlocutores.
Em 17 de maio, os proprietários do frigorífico JBS disseram, em delação, que gravaram o presidente Michel Temer autorizando a compra do silêncio do deputado cassado e ex-presidente da Câmara dos Deputados, Eduardo Cunha, quando ele já estava preso pela Lava Jato. O empresário Joesley Batista, dono da JBS, teria entregue uma gravação feita em março de 2017 em que Temer indica o deputado Rodrigo Rocha Loures para resolver assuntos da J&F, uma holding que controla o frigorífico JBS. Posteriormente, Rocha Lourdes foi filmado recebendo uma mala com quinhentos mil reais, enviados por Joesley. Em outra gravação, também de março, o empresário teria dito a Temer que estava pagando uma "mesada" a Cunha e ao operador Lúcio Funaro, a fim de que permanecessem calados na prisão.

### Governo Jair Bolsonaro
No governo de Jair Bolsonaro iniciado em 2019, o Decreto n. 9.690/2019 assinado em janeiro causou a discussão e a preocupação dos órgãos que monitoram a corrupção brasileira, o decreto assinado pelo presidente em exercício, Hamilton Mourão e o ministro da Casa Civil, Onyx Lorenzoni, autorizaria servidores comissionados a decretarem sigilo ultrassecreto a dados públicos; esse poder é restrito, até então, ao presidente da República, seu vice, ministros de Estado, comandantes das Forças Armadas e chefes de missões diplomáticas no exterior; no mês seguinte, em votação simbólica, os deputados derrubaram o decreto que seguiu para o Senado para nova deliberação, sendo então arquivado.  Na Câmara e no Senado foram apresentados projetos propondo a anulação do decreto por inconstitucionalidade: O PDL 3/2019, aprovado pela Câmara, onde recebeu pedido de urgência com 367 votos favoráveis e 57 contrários, e encaminhado ao Senado, na Casa já tramitavam duas propostas semelhantes (PDL 22/2019 e PDL 27/2019).
A decretação por parte do governo Bolsonaro de sigilos de 100 anos para diversos documentos tem sido alvo de grande controvérsia. Entre esses documentos colocados sob sigilo, estão: o cartão de vacinação do Presidente Bolsonaro; as informações dos crachás de acessos dos filhos Carlos e Eduardo Bolsonaro ao Palácio do Planalto; o processo interno do Exército contra o general Pazuello, por infração do regimento disciplinar do Exército. Alguns sigilos terminaram sendo derrubados, como os contratos referentes à aquisição da vacina indiana Covaxin. Advogados constitucionalistas já criticaram o uso da Lei Geral de Proteção de Dados (LGPD) para decretação de sigilos, pelo prejuízo à transparência pública.
Em junho de 2021, o jornal Estado de São Paulo revelou que o Ministério da Saúde, comandado então pelo general Pazuello, havia concordado em pagar U$15,00 por unidade da dose da vacina indiana Covaxin, embora telegrama enviado pela embaixada brasileira na India ao Itamaraty informasse que o preço praticado pela empresa Bharat Biotech fosse de apenas U$1,34. O sobrepreço praticado era de mais de 1.000%. No mesmo mês de junho, o servidor do Ministério da Saúde Luís Ricardo Miranda revelou que teria sido pressionado a assinar o contrato para compra de 20 milhões de doses da Covaxin, que seria representada no Brasil pela empresa Precisa.  O irmão de Luís Miranda, o deputado federal Luís Cláudio Miranda (DEM-DF), alegou que informara o próprio Presidente Bolsonaro a respeito dessas pressões em uma reunião no dia 20 de março de 2021, o que gerou suspeitas de prevaricação. O escândalo foi investigado na CPI da pandemia, que no seu relatório final, apresentado pelo relator Renan Calheiros em 26 de outubro de 2021, constatou que o trâmite para aquisição da Covaxin foi mais ágil e diferenciado em relação a outros imunizantes, e que a empresa responsável, Precisa, já tivera problemas com o Ministério da Saúde.  Em janeiro de 2022, a Polícia Federal pediu o arquivamento da acusação de prevaricação contra o Presidente Bolsonaro no caso da vacina Covaxin, por entender que não seria seu dever comunicar os órgãos de controle sobre as suspeitas que lhe foram repassadas Ainda assim, o relatório da PF não nega que o Presidente tivesse conhecimento das suspeitas.
Foi preso pela Polícia Federal, em 22 de junho de 2022, o ex-ministro da Educação Milton Ribeiro. Segundo a operação "Acesso Pago", Ribeiro estava sendo investigado por corrupção passiva, tráfico de influência, prevaricação e advocacia administrativa. A PF encontrara indícios de que recursos do Fundo Nacional de Desenvolvimento da Educação (FNDE) tinham sido liberados mediante o pagamento de propina. Num dos áudios captados pela operação, o então ministro comprometia diretamente o presidente Jair Bolsonaro. Na gravação, Ribeiro declarava que o chefe do poder executivo havia definido os pastores Gilmar Santos e Arilton Moura como intermediários dessas verbas, ainda que não tivessem cargos oficias. Segundo a PF, os lobistas atuavam a partir de um "gabinete paralelo" e também foram presos. Três dos aspectos mais ruidosos do caso foram os pedidos de propina em barras de ouro, o uso de dinheiro público para imprimir bíblias estampadas com o rosto do ministro da Educação e dos lobistas e a fala de Bolsonaro sobre colocar "a cara no fogo" pelo então ministro, que acabaria exonerado ainda em maço de 2022 em reação à pressão da opinião pública. Em outubro de 2022, a ministra Cármen Lúcia (STF) determinou que a Polícia Federal deve se manifestar sobre o modo como irá investigar a participação do presidente Jair Bolsonaro no caso. Na imprensa, o caso também ficou conhecido como o Bolsolão do MEC.
As intervenções de Bolsonaro na Polícia Federal, no COAF (depois que Flávio Bolsonaro teve as suas movimentações investigadas pelo órgão) e a escolha de um Procurador Geral da República por fora da lista tríplice definida pelos membros do Ministério Público são tidas como práticas que diminuem a independência dos órgãos que combatem a corrupção no Brasil. Em outubro de 2020, Bolsonaro declarou ter dado fim à Operação Lava-Jato. A reorganização do grupo político "centrão" durante o período permitiu que o Congresso Nacional inflasse o orçamento secreto e abrandasse a lei de improbidade administrativa.

## Índices e estatísticas

### Índice de Percepção da Corrupção

Visão geral do Índice de Percepção da Corrupção de 2018, o Brasil obteve a nota 35 de 100

Brasil no Índice de Percepção da Corrupção de 2008 a 2018

O Índice de Percepção da Corrupção, criado pela ONG Transparência Internacional, é uma ferramenta de medição da corrupção no mundo que existe desde 1995 e reúne resultados de 180 países e territórios. A pontuação indica o nível percebido de corrupção no setor público numa escala de 0 a 100, em que 0 significa que o país é considerado altamente corrupto e 100 significa que o país é considerado bastante íntegro.
Em 2014, o Brasil foi classificado na 69.ª posição entre 175 países e territórios, empatando com Bulgária, Grécia, Itália e Romênia mas ficando atrás de Cuba (63.°), Chile (22.°), Uruguai (19.°) e da maioria dos países da Europa e América do Norte. Este resultado classifica o Brasil como tendo a corrupção percebida pela sua população em um nível menor do que outras economias emergentes tais como Índia (83.°), República Popular da China (100.°) e Rússia (136.°) e que a maioria das nações sul-americanas, por exemplo, Peru (83.°), Colômbia (94.°) e Argentina (106.°).
Em 2015, o Brasil ficou na 76.º e o índice brasileiro foi de 38, cinco pontos a menos que em 2014, quando o país ficou em 69.º lugar. Naquele ano, 175 países foram analisados –, ou seja, o Brasil piorou tanto sua posição quanto sua nota. Foi o pior resultado de uma nação no relatório 2015 comparando com o ano anterior.
Em 2017, o Brasil ficou em 96.º lugar no ranking de países menos corruptos de 2017. O estudo avaliou a percepção da corrupção no setor público de 180 países.
Em 2018, o Brasil ocupou o 105.º lugar entre 180 posições, com nota de 35 pontos de 100 pontos. Atrás de países como Arábia Saudita, Burkina Faso, Sri Lanka, Ruanda e Timor-Leste empatando com Costa do Marfim, Egito, El Salvador, Peru, Armênia, Timor-Leste, Argélia e Zâmbia. Este é o pior patamar de classificação, de 2012 até 2018 o país perdeu 8 pontos (um decréscimo de 18,6%) e caiu 36 posições, o que representa 52,17% se consider o lugar que ocupava em 2012; é abaixo da média global (43 pontos) e da média dos BRICS (37 pontos); dos 32 países da América, está em 20.º lugar, enquanto em 2012 estava em 12.º tendo sido ultrapassado por Jamaica, Suriname, Trinidad e Tobago, Argentina, Guiana, Colômbia e Panamá.
Em 2019, o Brasil passou a ocupar o 106.º lugar, pontuando 35 pontos de 100, o valor mais baixo desde 2012 — ano em que o índice passou por alteração metodológica e passou a permitir a leitura em série histórica; segundo a organização, o declínio se deve à falta de aprovação de reformas que atacassem as raízes da corrupção e retrocessos em série, por exemplo, uma decisão do presidente do Supremo Tribunal Federal (STF), Dias Toffoli que praticamente paralisou, durante metade do ano, o sistema de combate à lavagem de dinheiro do Brasil.
Em 2023, o Brasil caiu duas posições e ficou em 104.º lugar entre 180 países no Índice de Percepção da Corrupção, na média, a pontuação brasileira caiu de 38 para 36 pontos em 2023, a pior queda desde 2017, quando o país perdeu 17 posições no ranking em relação a 2016 (foi de 79.º para 96.º lugar). De acordo com a Transparência Internacional, o declínio está associado à tentativa de neutralizar o sistema de freios e contrapesos da democracia durante os anos do governo do ex-presidente Jair Bolsonaro (PL). Ao mesmo tempo, a organização observa a falta de empenho da administração de Luiz Inácio Lula da Silva (PT) em restaurar esse sistema e os mecanismos de controle da corrupção durante seu primeiro ano de mandato. A BBC News Brasil elencou sete motivos que fizeram o Brasil cair no ranking, entre os motivos estão a ingerência e autonomia das instituições como o "desmanche do pilar de controle jurídico" de organismos como a Procuradoria-Geral da República (PGR), a Polícia Federal (PF), a Controladoria-Geral da União (CGU), o Conselho de Controle de Atividades Financeiras (COAF), a Advocacia-Geral da União (AGU), a Agência Brasileira de Inteligência (Abin), a Receita Federal, entre outros;  a manutenção do Orçamento secreto e mecanismos de barganha como a reintrodução do loteamento das estatais; redução da transparência na forma de um "apagão de dados governamentais, "emprego de sigilos abusivos e restrições de acesso e "extinção dos espaços institucionalizados de participação social"; fake news e discurso de ódio "por meio de canais oficiais e de manifestações de autoridades públicas, da articulação e do financiamento oculto de milícias digitais e da alocação de verbas de publicidade oficial para veículos de desinformação e mídia oficialista"; lobby advocatício; exacerbação dos poderes do STF e TSE e aumento  do fundão e flexibilização de mecanismos de transparência.

### Corrupção e Judiciário
No Brasil, a fim de se averiguar se os servidores públicos corruptos são ou não punidos judicialmente, elaborou-se um estudo que se valeu do sistema de responsabilidade tríplice (Administrativo, Penal e Cível) e buscou averiguar o desempenho do Judiciário frente à corrupção.
Do ponto de vista teórico, a partir do modelo que aplica a Teoria Econômica do Crime aos casos de corrupção, limitando-se aos servidores públicos, concluiu-se que: (i) O nível de corrupção é contínuo e não discreto; (ii) um incremento na sanção judicial para o servidor tende a reduzir o nível de corrupção, uma vez que aumenta os custos do indivíduo caso seja pego; (iii) o incremento na probabilidade de punição também tende a reduzir a corrupção; (iv) um aumento na probabilidade de punição é a variável mais importante no estabelecimento do nível de equilíbrio atual de corrupção, já que o efeito de um aumento na probabilidade de punição é um aumento maior da renda necessária para que a corrupção seja realmente interessante para o agente corruptor.
Já do ponto de vista empírico, buscou-se mensurar a probabilidade de punição em casos de corrupção. Analisou-se o sistema de responsabilidade redundante nos casos de corrupção cometidos por servidores públicos, no qual o agente corrupto pode enfrentar cumulativa e independentemente sanções criminais, cíveis e administrativas por suas ações. Utilizando a suposição de que os servidores públicos punidos administrativamente são realmente corruptos como proxy - ou aproximação - para todos os casos de corrupção, verificou-se que o sistema judicial brasileiro - entendido de forma ampla - é altamente ineficaz no combate à corrupção.
Numericamente falando, apenas 4,5% dos servidores demitidos foram judicialmente reintegrados, inferindo-se que é um mito a afirmativa de que a maioria dos servidores públicos demitidos retornam à Administração Pública. Por outro lado, os resultados também demonstram que a chance de um servidor público corrupto ser criminalmente processado é muito menor que 34,01%. Além disso, a chance de ser efetivamente condenado criminalmente é de cerca de 3,17%.

### Outros
Em 2010, um estudo da Federação das Indústrias do Estado de São Paulo (Fiesp) apontou que o custo anual da corrupção no país é de 1,38 por cento a 2,3 por cento do Produto interno bruto (PIB).
Levantamento divulgado pela Advocacia-Geral da União (AGU), com dados do trabalho desenvolvido pela instituição até agora durante este ano em defesa do patrimônio público, mostra que as execuções de condenações do Tribunal de Contas da União (TCU) e de ações judiciais de improbidade administrativa, em 2.763 processos, resultaram na cobrança de um total de R$ 1,68 bilhão a políticos, agentes públicos e empresários. Dados da Controladoria-Geral da União (CGU), por sua vez, apontam que o setor da saúde é o recordista em desvios no País - foram 613 milhões de reais detectados de 2003 a 2007. A área da educação vem em seguida, com desvios de cerca de 470 milhões de reais no mesmo período.
Em 2013, um relatório do Conselho Nacional de Justiça (CNJ) mostrou que dos 3.742 processos por improbidade administrativa que ingressaram na Justiça em 2012, apenas 1.074 foram julgados. Além disto, em dois anos — 2011 a 2012 —, 2,9 mil ações por corrupção e lavagem de dinheiro prescreveram.
Em 2018, um projeto da Universidade de São Paulo (USP) mapeou as redes de relacionamento entre os escândalos de desvio de dinheiro público que assolaram o Brasil após a redemocratização. Foram mapeados 404 nomes – entre políticos, empresários, funcionários públicos, doleiros e laranjas –, de pessoas envolvidas em 65 escândalos de corrupção entre 1987 e 2014. "Essas redes criminosas operam de forma similar ao tráfico de drogas e às redes terroristas", explica Luiz Alves, pós-doutorando no Instituto de Ciências Matemáticas e de Computação da USP, em São Carlos, e um dos cinco pesquisadores do projeto.

### Percepção da população
Segundo pesquisa da Atlas/Bloomberg realizada em maio de 2025, a corrupção é indicada como o maior problema do Brasil na atualidade, superando em cerca de dez pontos percentuais a criminalidade e o tráfico de drogas. O levantamento mostra que 59,1 por cento dos brasileiros dizem ter "pouca ou nenhuma" confiança na capacidade do sistema judiciário brasileiro de aplicar a lei de forma justa e honesta.
No dia 8 de julho de 2025 a pesquisa Latam Pulse, divulgada pela Bloomberg, aponta que os brasileiros continuam desiludidos com o combate à corrupção. Para 90,1 por cento dos entrevistados, os políticos são "raramente ou nunca" punidos no país. Sob o governo Lula, o Brasil registrou seu pior desempenho no Índice de Percepção da Corrupção, produzido anualmente pela Transparência Internacional.

## Práticas de corrupção

### Extorsão
A extorsão é semelhante ao roubo porém a diferença é que no roubo, não importa a cooperação da vítima o criminoso pode conseguir seu objetivo sem que a vítima coopere, enquanto na extorsão, o criminoso apenas consegue subtrair a coisa alheia se a vítima coopera. Exemplos de extorsão que ocorrem no Brasil são a prática de fiscais corruptos exigir propinas de fiscalizados, guardadores não-solicitados de veículos ou "flanelinhas" e sequestros.

#### Extorsão sexual
A extorsão sexual é uma das formas mais significativas de corrupção baseada em gênero; as mulheres são mais propensas a pagar propina por assistência médica e educação em escolas públicas, enquanto os homens são mais propensos a pagar propina para a polícia, serviços de utilidade pública e documentos de identidade 33 algumas mulheres são forçadas a oferecer favores sexuais para receber serviços públicos, no Brasil, o percentual de cidadãos que sofrem extorsão sexual ou conhecem alguém que sofreu é de 20 por cento.

### Fraudes

#### Licitações e superfaturamento
Exemplos de fraudes
- De 2013 a 2019 , cinco cidades na região de Ribeirão Preto (SP) registraram esquemas de fraudes em licitações que, juntos, desviaram ao menos 531 milhões de reais dos cofres públicos.[118]
- O ex-prefeito de São Bernardo do Campo, Luiz Marinho e mais 21 pessoas foram denunciadas pelo Ministério Público Federal por fraudes nas licitações, desvios e superfaturamento de recursos destinados à obra do Museu do Trabalho e do Trabalhador[119]
- A Máfia dos concursos liderada pela família Ortiz, além de fraudar concursos, atuava na falsificação de diplomas, certificados de pós-graduação e fraudes em vestibulares de medicina.[120]

Em junho de 2019, o Plenário da Câmara dos Deputados aprovou o texto-base do projeto da nova Lei de Licitações (PL 1292/95, do Senado), até então a atual Lei de Licitações é de 1993 (8666/93), o projeto aprovado sucedeu a diversos outros que trataram, desde 2013, de propostas de revisão da Lei de Licitações; o projeto inicial, PLS 559/2013, teve sua redação final aprovada pelo Senado em  dezembro de 16, seguindo para a Câmara dos Deputados (onde recebeu o número 6814/2017).
Para o procurador da República Leonardo Andrade Macedo, que integra um grupo de trabalho sobre licitações do MPF, o superfaturamento de obras é um dos principais mecanismos para desvio de recursos públicos no Brasil. Esse mesmo procurador propôs, em 2018, que fosse criada uma lei específica para esse tipo de crime.
No Brasil, a Polícia Federal apontou, em relatório emitido em 2010, que foi constatado superfaturamento de cerca de 700 milhões de reais em 303 obras públicas inspecionadas. A cada 100 reais desembolsados, 29 reais, em média, são superfaturados. Em valores absolutos, Rio de Janeiro, Goiás e São Paulo lideram este ranking. A falta de fiscalização, aliada à cultura da desinformação, do compadrio e da impunidade, explicam o volume de recursos dissipados.
A Lei de Diretrizes Orçamentárias estabelece limites de custos unitários, a partir dos quais é possível avaliar se os contratos relativos a determinada obra estão superfaturados ou não.
A verificação quanto ao superfaturamento de obras públicas constitui-se em um dos principais objetivos nas auditorias governamentais, superfaturamento é quando ocorre a emissão de uma nota discriminada de um produto ou serviço cujo preço é superior ao praticado no mercado, o preço de mercado deve ser o resultado de uma análise técnico-científica e não uma opinião subjetiva. Até o momento (2019), não há uma tipificação para o crime de superfaturamento, em março de 2018 o Ministério Público propôs que este crime seja especificado em uma nova lei de licitações; a proposta do Ministério Público é que o crime de superfaturamento em obras públicas preveja pena de reclusão de 4 a 12 anos, e multa, e em aquisições de bens e serviços, pena de reclusão de 4 a 8 anos, e multa. Segundo o procurador, o superfaturamento de obras é um dos principais mecanismos para desvio de recursos públicos.

#### Fraudes em concursos públicos, processos seletivos, exames
A Lei 12.550 de 2011 acrescentou o Capítulo 5.º ao Título 10.º do Código Penal, que trata de crimes contra a fé pública o artigo 311-A (Fraudes em certames de interesse público)
As fraudes em concursos públicos consistem em obter de forma fraudulenta a pontuação necessária na prova aplicada para assim conseguir a classificação, as vagas para emprego no serviço público são limitadas e portanto bastante concorridas. Entre os métodos usados para obter a pontuação necessária o comprador da vaga obtém as respostas de antemão, tem o cartão das respostas preenchido pelo examinador da banca examinadora, uso de ponto eletrônico e rádio pra transmissão das respostas, a recriação e preenchimento do gabarito pelo examinador, o uso de uma caneta que apaga com o calor permitindo ao examinador preencher novamente o gabarito, celulares escondidos em banheiros e com os fraudadores pessoalmente usando documentos falsos para se passar pelo verdadeiro candidato.

#### Operações financeiras não autorizadas

##### Descontos e empréstimos consignados
Exemplos de fraudes com descontos ilegais
- O lobista Antônio Carlos Camilo Antunes, mais conhecido como "Careca do INSS" é acusado pela PF de ser o intermediador de descontos no escândalo bilionário dos aposentados no INSS e movimentar mais de 50 milhões no esquema.[130][131][132]
- A Confederação Nacional dos Trabalhadores na Agricultura (Contag), é suspeita e investigada de desviar 2 bilhões de reais entre 2019 e 2024 de aposentados e pensionistas com descontos ilegais não autorizados.[133][134]
- A CONAFER , aumentou o valor descontado de aposentados em 57.000%, entre 2019 e 2023, segundo a Controladoria-Geral da União (CGU). O valor arrecado pela entidade saiu de R$ 350 mil para R$ 202 milhões no mesmo período.[135]

Em 2025, foi identificado um esquema de fraudes que vitimou aposentados e pensionistas, feito através de descontos ilegais; descontos não autorizados que ficou conhecido como "Farra do INSS" ou "Aposentão", e refere-se a um esquema criminoso investigado pela PF e pela CGU que desviou e lavou recursos nos benefícios de aposentados e pensionistas, acarretando um prejuízo estimado em 6,3 bilhões de reais no período de 2019 a 2024, sendo 64 por cento deste valor referente a 2023 e 2024.
Após a PF deflagrar a operação, o presidente do INSS, Alessandro Stefanutto, foi demitido pelo presidente Lula. O ministro da previdência Carlos Lupi pediu demissão em 2 de maio. O portal G1 apurou que as acusações podem chegar a 20 parlamentares entre deputados e senadores. As denúncias envolveriam também pagamentos mensais, algo semelhante com o que foi visto no Mensalão.
Segundo o jornal Metrópoles de 2020 a 2024, o INSS autorizou 91 bancos a venderem crédito consignado — com débito direto na folha de pagamento — para aposentados e pensionistas, em meio a denúncias de fraude semelhante ao escândalo dos descontos indevidos.
Em 04 de junho de 2025, foi divulgado uma pesquisa da Genial/Quaest que apontou o Governo Lula como maior culpado pelas fraudes do INSS com 31%. Em segundo lugar foi o próprio INSS com 14% seguido por entidades que fraudaram a assinatura dos aposentados com 8%, Governo Bolsonaro com 8% e os próprios aposentados que não conferiram os descontos antes com 1%. Os que preferiram não responder representam 26%. De acordo com a mesma pesquisa 50% são favoráveis a CPI, enquanto 43% acham que a investigação da PF já é suficiente.
Numa outra prática de desconto, de acordo com a Folha de S.Paulo, novos débitos automáticos foram identificados por sociedades de créditos que estão retirando dinheiro, sem autorização, com clube de benefícios e instituições financeiras, assim como as associações fizeram anteriormente. A diferença é que no caso das associações previdenciárias a retirada do dinheiro acontecia diretamente na folha de pagamento do INSS, enquanto nessa modalidade a retirada ocorre quando o benefício é creditado no banco. Conforme dados do Conselho Nacional de Justiça (CNJ), ao menos duas empresas chamam atenção pela quantidade de processos judiciais envolvendo aposentados e também descontos não autorizados. A empresa Aspecir Previdência responde a mais 14 mil ações, enquanto a Paulista Serviços, ou Pserv, responde por mais de 15 mil ações.

##### Débitos automáticos
De acordo com a Folha de S.Paulo, débitos automáticos foram identificados por sociedades de créditos que estão retirando dinheiro, sem autorização, com clube de benefícios e instituições financeiras, assim como as associações fizeram com descontos de aposentados. A diferença é que no caso das associações previdenciárias a retirada do dinheiro acontecia diretamente na folha de pagamento do INSS, enquanto nessa modalidade a retirada ocorre quando o benefício é creditado no banco. Conforme dados do Conselho Nacional de Justiça (CNJ), ao menos duas empresas chamam atenção pela quantidade de processos judiciais envolvendo aposentados e também descontos não autorizados. A empresa Aspecir Previdência responde a mais 14 mil ações, enquanto a Paulista Serviços, ou Pserv, responde por mais de 15 mil ações.

#### Previdenciários e sociais
No dia 23 de julho de 2025, o Tribunal de Contas da União (TCU) em uma ampla fiscalização identificou o total de 4,4 bilhões de reais em pagamentos de vencimentos e de benefícios previdenciários e sociais a pessoas com indícios de falecimento, entre 2016 e 2025.
O processo identificou que faltam mais de 13,1 milhões de registros de óbitos no Sistema Nacional de Informações de Registro Civil (Sirc). Cerca de 99 por cento do total de pagamentos indevidos está relacionado aos problemas nesse sistema. Há falhas no preenchimento em mais de um terço das informações cadastradas, de acordo com o relatório apresentado. Foram identificados potenciais ilegalidades no pagamentos de benefícios assistenciais como o Bolsa Família, benefícios previdenciários e trabalhistas e de folhas de pagamento de servidores públicos ativos, inativos e pensionistas.

### Lavagem de dinheiro
Exemplos de lavagem de dinheiro
- O ex-presidente Lula foi condenado a 12 anos e 11 meses pelos crimes de corrupção e lavagem de dinheiro.[154] Em 2021, suas condenações foram anuladas pelo STF, pelo entendimento de que o juiz Sérgio Moro havia sido parcial em seus julgamentos, e que os casos tramitaram fora da jurisdição correta.[155]
- O operador financeiro e delator Adir Assad teria lavado dinheiro para o Grupo Silvio Santos.[156]
- Em 2019, a Polícia Federal prendeu doleiros acusados de lavagem de dinheiro no Rio Grande do Sul.[157]
- O banqueiro Eduardo Plass foi preso por lavar dinheiro, as empresas de Plass lavaram um total de 90 milhões de reais para joalherias como a H. Stern, o dinheiro era de vários clientes, incluindo Sérgio Cabral Filho e outros membros da organização criminosa.[158]

A lavagem de dinheiro consiste em encobrir a origem de dinheiro obtido por meio de corrupção, roubos, tráfico de drogas, extorsão etc e assim possa ser utilizado, quando alguém consegue dinheiro através de atividades ilícitas, esse dinheiro não pode ser usado pois a Receita Federal perceberia irregularidades, então a lavagem de dinheiro é usada para “limpar” o dinheiro, ou seja, criar uma falsa origem para ele. De acordo com o diretor de relacionamento institucional e cidadania do Banco Central (BC), Isaac Sidney Ferreira, a lavagem de dinheiro movimenta algo como 6 bilhões de reais por ano no Brasil, no mundo a cifra sobe a 2% a 5% do PIB global ou algo como um trilhão de dólares por ano.
Em 2019, o Brasil foi considerado líder global em lavagem de dinheiro, segundo a 11.ª edição do Relatório Global de Fraude & Risco da Kroll (20109), empresa de gestão de riscos e investigações corporativas, a prática foi testemunhada em 23 por cento das companhias brasileiras, número superior à média global de 16 por cento.
A Transparência Internacional elaborou um relatório sobre o uso do mercado imobiliário na cidade de São Paulo para fins de lavagem de dinheiro, a investigação descobriu que na cidade, 3.452 propriedades estão registradas em nome de 236 empresas ligadas a paraísos fiscais e jurisdições que oferecem sigilo; essas propriedades estão avaliadas em pelo menos 2,7 bilhões de dólares, o equivalente a cerca de 8,6 bilhões de reais.
O crime da lavagem de dinheiro é regulamentado pela Lei 12.683 de 2012, que ampliou a abrangência da legislação penal e configurou o crime como sendo a "dissimulação e ocultação da origem de recursos provenientes de qualquer crime ou contravenção penal" como jogo do bicho e exploração de máquinas de caça níqueis.
Criada em 2003 pelo Ministério da Justiça, a Estratégia Nacional de Combate à Corrupção e à Lavagem de Dinheiro (ENCCLA) contribui para a sistematização das várias iniciativas para a articulação dos órgãos dos três poderes da República, Ministérios Públicos, sociedade civil e iniciativa privada que atuam direta ou indiretamente na prevenção e no combate à lavagem de dinheiro e outros crimes. O Laboratório de Tecnologia contra Lavagem de Dinheiro (LAB-LD), vinculado ao Departamento de Recuperação de Ativos e Cooperação Internacional do Ministério da Justiça, é a realização da meta 16 da ENCCLA 2006, que previa a necessidade de "implantar laboratório modelo para a aplicação de soluções de análise tecnológica em grandes volumes de informações e para a difusão de estudos sobre as melhores práticas em hardware, software e a adequação de perfis profissionais".
A Operação Lava Jato surgiu de investigações de lavagem de dinheiro contra os doleiros e Carlos Habib Chater e Alberto Youssef e posteriormente chegou a outros doleiros como Nelma Kodama e Raul Henrique Srour

#### Empresas de fachada e fantasma
Exemplos de lavagem com empresa de fachada
- O ex-ministro da casa civil José Dirceu, utilizou a empresa de fachada JD Consultoria para lavar dinheiro desviado da Petrobras.[172]
- o doleiro Alberto Youssef foi considerado sócio-oculto da Labogen, empresa de fachada para lavar dinheiro de contratos do Ministério da Saúde.[173][174]

Uma das práticas de lavagem de dinheiro é com empresas de fachada, que são abertas apenas com intuito de lavar dinheiro. Essas empresas buscam mesclar recursos lícitos e ilícitos, impedindo a separação.
Já a empresa fantasma existe apenas no papel, e geralmente o seu endereço é inexistente ou, se existente, pode ser de uma residência, do qual o morador pode nem mesmo saber que há uma empresa registrada naquele endereço.

#### Obras de arte
Exemplos de lavagem com obras de arte
- O lobista Zwi Skornicki, condenado na Operação Lava Jato por corrupção ativa e lavagem de dinheiro, utilizava obras de arte como lavagem de dinheiro, e em colaboração premiada, se comprometeu a devolver 48 delas.[177]
- Márcio Lobão e Edison Lobão Filho adquiriram mais de 100 obras de arte com dinheiro proveniente de desvios na Petrobras e na Transpetro, entre 2005 e 2011.[178]

Uma das modalidades mais antigas de lavar dinheiro é com obras de arte. A operação Galeria investigou a compra e venda de obras de arte para a lavagem de dinheiro provenientes de propina, do qual diversas obras de renomados artistas brasileiros foram adquiridas e revendidas a outras galerias por quantias que alcançavam uma valorização de 1.788%.
Em janeiro de 2021, a PF desmantelou através da Operação Vernissage um esquema que lavava dinheiro com obras de arte, 
com cerca 100 obras apreendidas doadas ao Museu Oscar Niemeyer (MON), em Curitiba. Segundo a PF, os investigados compravam obras de arte de valor expressivo com a realização de pagamento de quantias "por fora", de modo que não ficassem registrados os reais valores das obras negociadas. O vendedor e o comprador emitiam notas fiscais mas declaravam à Receita Federal valores menores do que os praticados nas transações.

#### Criptomoedas
Segundo o portal G1, uma das maiores investigações envolvendo operações ilegais com criptomoedas batizada como Operação Colossus, revelou um esquema bilionário de evasão de divisas e lavagem de dinheiro. Os criminosos controlavam várias carteiras administradas em nome de empresas de fachada e ofereciam os ativos digitais para esconder o pagamento de crimes. Parte do grupo teria movimentado 7 bilhões de reais. Segundo o procurador Andrey Mendonça, os doleiros se aperfeiçoaram para operar moedas digitais do crime organizado.

### Evasão de divisas
Exemplos de evasão de divisas
- O empresário Luiz Estevão foi condenado pelo STJ a 8 anos de reclusão pelo crime de evasão de divisas.[184]
- A doleira Nelma Kodama foi condenada no âmbito da Operação Lava Jato por evasão de divisas.[185]
- A jornalista Cláudia Cruz foi condenada pelo TRF4 a 2 anos e seis meses pelo crime de evasão de divisas ao manter a conta no exterior e não ter declarado o saldo às autoridades brasileiras.[186]

Evasão de divisas, é a conduta de efetuar operação de câmbio não autorizada com o fim de promover a fuga de recursos do País. O termo "evasão" significa fugir, isto é, promover a remessa de divisas para o exterior em desconformidade com as normas cambiais nacionais.

### Peculato
Exemplos de peculato
- O governador do Amapá, Waldez Góes foi condenado por peculato ao reter valores descontados dos salários dos servidores.[188]
- Em 2019, a Polícia Federal prendeu um funcionário dos Correios, no Ceará, por crime de peculato, ele subtraía as encomendas das pessoas e as vendia em uma feira.[189]
- O ex-diretor do Banco do Brasil, Henrique Pizzolato foi condenado por peculato e lavagem de dinheiro no escândalo do mensalão.[190]

O peculato ocorre quando um funcionário público em razão de seu cargo, tem a posse de um bem público e então se apropria ou desvia o bem, em benefício próprio ou de terceiro, é um crime descrito no artigo 312 do Código Penal, que prevê pena de prisão de 2 a 12 anos e multa; a lei prevê pena mais branda para os casos culposos, quando o servidor público não teve intenção de cometer o crime, bem como para os casos onde o servidor incorrer em erro de outra pessoa, conforme artigo 313 do mesmo Código.
A corrupção passiva também é cometida apenas por funcionários públicos mas, ao contrário do peculato, não tem nada a ver com apropriar ou desviar bens. É possível que um servidor público cometa tanto a corrupção passiva, quanto o peculato; por exemplo: o funcionário recebe propina (corrupção passiva) para favorecer uma empresa em uma licitação (peculato). Alguns estudiosos, de acordo com Lilian Matsuura, consideram que ambos podem ser considerados um mesmo crime continuado.

### Suborno ou propina
Exemplo de propina
- Em 2019, na Operação Tergiversação a Polícia Federal desarticulou um esquema de cobrança de propina de investigados em inquéritos policiais com a prisão de membros da PF num esquema de venda de proteção dentro da instituição.[194]

O relatório Barômetro global da corrupção América Latina e Caribe 2019 feita pela ONG Transparência Internacional constatou que as experiências das pessoas na América Latina e Caribe variam e que alguns serviços controlam a corrupção de forma diferente e entre todos os países, o Brasil é um dos que menos pagam suborno (11%) no serviço público; dos serviços públicos que mais requisitam suborno estão a Polícia (24%), serviços de utilidade pública (19%), documentos de identidade (15%), escolas públicas (12%), tribunais (11%) e hospitais ou clínicas públicas (10%)
Na área da educação existem relatos da ocorrência de várias práticas corruptivas, como a exigência de pagamento por parte dos pais para a garantia de vagas em creches ou escolas públicas, bem como para obterem
privilégio de alguns professores, como algum atendimento diferenciado em relação aos outros alunos.

## Tipos de corrupção

### Corrupção ativa
No Brasil, o crime de corrupção ativa é praticado por um particular, que oferece ou promete vantagem indevida (propina) a um funcionário público, em troca do uso do cargo para beneficiá-lo de alguma forma. Está descrito no artigo 333 do Código Penal.

### Corrupção passiva
No Brasil, o crime de corrupção passiva é um ilícito penal que só pode ser praticado por funcionário público. Está previsto no artigo 317 do Código Penal, inserido no capitulo que trata dos crimes praticados por funcionários públicos contra a administração.

### Concussão
No Brasil, exigir, para si ou para outrem, direta ou indiretamente, ainda que fora da função, mas em razão dela, vantagem indevida. Está previsto no artigo 316 do Código Penal.

## Causas

### Excesso de burocracia
Segundo Abdenur, diretor do Instituto Brasileiro de Ética Concorrencial (ETCO), o excesso de burocracia pode fazer parte do círculo  vicioso da corrupção. "A ineficiência alimenta a corrupção e a corrupção alimenta a ineficiência", afirmou Abdenur.
Em 2017, duas pesquisas divulgadas em outubro, mostram que para os brasileiros, o excesso de burocracia facilita a corrupção. Além disso, a papelada atrapalha tanto a rotina das empresas quanto a do cidadão comum. As duas pesquisas foram feitas em fevereiro, a pedido da Fiesp e Ciesp. O objetivo das pesquisas era saber como o brasileiro percebe a burocracia no dia a dia. Para mais de 90 por cento, o excesso de burocracia abre espaço para corrupção e dificulta o desenvolvimento econômico e o ambiente de negócios do Brasil.

### Instituições frágeis
Em um artigo na Gazeta do Povo, os jornalistas Antônio Geraldo da Silva e Fernando Portela Câmara apontam que "se a corrupção é endêmica em nosso país, a causa não está no caráter, mas no afrouxamento de todas as instituições na observância da lei, moralidade e ética". Ainda de acordo com o artigo, em uma cultura institucionalizada do "molhar a mão do guarda" somos levados ao que denominamos de cegueira ética, uma doença crônica social que altera a percepção e o julgamento da maioria das pessoas.
O Transparência Internacional, que mede o Índice de Percepção de Corrupção, concluiu que nas últimas colocações do índice são caracterizados pela ampla impunidade da corrupção, governança fraca e instituições frágeis.

### Dirigismo estatal
O economista Paulo Guedes afirmou que a causa principal da corrupção é a manutenção do dirigismo estatal. O economista Rodrigo Constantino afirmou que a estrutura administrativa centralizada permanece, e que o dirigismo econômico estatal seria a causa maior da corrupção, indo de acordo com Paulo Guedes.
O jornal O Globo, em editorial, afirmou que "é necessário, porém, atacar pilares estruturais do roubo do dinheiro do contribuinte e da sociedade em geral, como a quantidade absurda de estatais. É a existência delas que facilita a corrupção, pois fica mais fácil desviar dinheiro graúdo onde há operações vultosas de compra e venda. Não é por coincidência que, nos Estados Unidos, existe pouca ou nenhuma corrupção do tipo praticado no Brasil."
Segundo Ari Cunha, do Correio Braziliense " é preciso destacar a forte herança patrimonialista, herdada da colonização e que, ainda hoje, permeia alguns setores do Estado. É justamente esse modelo que acabou gerando ao longo do tempo uma centena e meia de estatais, onde estão fincadas as origens da corrupção, sua retroalimentação e perpetuação." De acordo com o colunista, "apenas os governos Lula e Dilma foram responsáveis pela criação de mais de 40 estatais, fundadas sob o falso verniz ideológico do Estado forte, mas cujo objetivo era angariar recursos para o partido".

### Morosidade das investigações
Segunda a Revista Veja, um outro problema é a morosidade para se investigar. As investigações sobre corrupção concluídas pela Polícia Federal no país duram, em média, um ano e dez dias. Segundo a PF a falta de disponibilidade de recursos é apontada como causa da demora das apurações.

### Morosidade da Justiça
Para o historiador Marco Antonio Villa a "morosidade da Justiça fortalece a impunidade e estimula a corrupção". Marco Antonio Villa lembrou ainda a existência de acusações gravíssimas no caso do poder judiciário que envolvem vendas de sentenças. "Quando não se pune ninguém, esses fatos vão crescendo em progressão geométrica. E há uma absoluta desvalorização da estrutura democrática brasileira e do Estado brasileiro. A punição deve ser rápida e exemplar. A morosidade da Justiça fortalece a impunidade e estimula a corrupção", afirmou Villa.

### Foro privilegiado
Para o ministro do Supremo Tribunal Federal Luís Roberto Barroso, o foro privilegiado é uma das causas da corrupção na política. Segundo o ministro, o "foro privilegiado cria impunidade" e precisa ser extinto em todas as instâncias públicas. "O foro privilegiado é uma jabuticaba que já apodreceu no Brasil", afirmou Barroso.
O juízes federais Marcelo Bretas e Sergio Moro, considerados pilares no combate à corrupção,. também defendem a restrição ao foro privilegiado. Em outubro de 2017, Bretas defendeu que o foro privilegiado é a principal barreira no combate à corrupção. Na visão do Sérgio Moro, o princípio do foro "fere a ideia básica da democracia de que todos devem ser tratados como iguais."
Em maio de 2017, o procurador da República e coordenador da força-tarefa da Operação Lava Jato Deltan Dallagnol em um evento do Brazil Conference realizado pelas Universidades de Harvard e MIT criticou o foro privilegiado, que segundo ele "quebra o direito de igualdade perante a lei". Em abril de 2018, o procurador e membro da força-tarefa da operação Lava Jato Carlos Fernando dos Santos, escreveu em suas redes sociais que as pessoas deveriam lutar pelo fim do foro privilegiado. "Lute pelo fim do foro privilegiado, de mudanças nas leis penais e no fortalecimento da democracia", escreveu o procurador.
O fato de os políticos gozarem de direitos como o foro privilegiado e serem julgados de maneira diferente da do cidadão comum também contribui para a impunidade. Segundo o advogado e político brasileiro Tarso Genro, "a demora no processo está vinculada à natureza contenciosa, que assegura direitos para as partes de moverem até o último recurso." Da mesma forma manifestou-se o então presidente do STF Joaquim Barbosa, em discurso feito na Costa Rica em maio de 2013. Segundo Barbosa, uma das causas da impunidade no Brasil seria o foro privilegiado para autoridades.
Defensores do foro privilegiado, todavia, alegam que sua extinção poderia tornar ainda mais morosa a tramitação de processos judiciais contra autoridades, e influências políticas de todo tipo sobre juízes de primeira instância. Segundo Cláudio Weber Abramo, da ONG Transparência Brasil, que classifica o judiciário brasileiro como o "pior do mundo", a Ação Penal 470 (mais conhecida como "Mensalão") poderia levar até 60 anos para chegar à decisão final, se os réus interpusessem todos os recursos possíveis previstos pela legislação. O raciocínio também pode ser aplicado na análise da ação penal denominada "mensalão tucano" (e que precedeu o "mensalão petista"), onde os implicados foram beneficiados pelo desmembramento do processo e seu retorno para a primeira instância. Segundo a subprocuradora Deborah Duprat, "nunca sabemos se esse julgamento um dia chegará ao fim".
O ministro Marco Aurélio Mello, do Supremo Tribunal Federal (STF) defende que o foro há desvantagens, já que a pessoa julgada não pode recorrer a instâncias superiores. No entanto, o apego de políticos investigados à prerrogativa de foro mostra que, na prática, a situação é vista como um privilégio. Há dados que explicam essa percepção. Um levantamento do projeto Supremo em Números, da FGV Direito Rio, mostrou que, de janeiro de 2011 a março de 2016, apenas 5,8 por cento das decisões em inquéritos no STF foram desfavoráveis aos investigados, com a abertura da ação penal. Ainda segundo a pesquisa, o índice de condenação de réus na Corte é inferior a um por cento.

### Impunidade
Um dos principais problemas que dificultam o combate à corrupção é a cultura de impunidade ainda vigente no país, apontada inclusive pelo Comitê de Direitos Econômicos, Sociais e Culturais da ONU em maio de 2009. A justiça é morosa, e aqueles que podem pagar bons advogados dificilmente passam muito tempo na cadeia ou mesmo são punidos.
Em estudo divulgado pela Associação dos Magistrados Brasileiros (AMB), foi revelado que entre 1988 e 2007, isto é, um período de dezoito anos, nenhum agente político foi condenado pelo Supremo Tribunal Federal (STF). Durante este tempo, o Superior Tribunal de Justiça (STJ) condenou apenas cinco autoridades. Esta situação começaria a mudar em 2013, quando 12 condenados na Ação Penal 470 foram levados à prisão sob variadas acusações de suborno, corrupção e lavagem de dinheiro. Na opinião de analistas, decisões futuras do STF estabelecerão se este foi um julgamento de exceção, ou se representou um avanço contra a impunidade.
Segundo Abdenur, diretor do Instituto Brasileiro de Ética Concorrencial (ETCO), a impunidade seria uma causa da corrupção. O principal problema do Brasil, na opinião do especialista, é a falta de punição correta para esse tipo de crime. "No Brasil existe um problema sério de impunidade. Nos Estados Unidos, a média para que uma sentença em casos de corrupção saia é de um ano. Já no Brasil, esse tempo é de dez". Ainda segundo Abdenur, a quantidade de recursos permitidos pelo sistema judiciário brasileiro contribui para que casos sejam arrastados até sua prescrição, fazendo com que culpados saiam impunes de suas acusações. "Isso cria uma cultura de leniência com as transgressões. O cidadão pode pensar: se o político rouba e não acontece nada, então também vou deixar de pagar meus impostos", diz.

### Falta de transparência
Segundo um artigo da Revista de Administração Pública, publicado na Scielo Brasil, acesso à informação é constantemente associado ao combate à corrupção e à melhoria da gestão pública. De acordo com o manual da Lei de Acesso à Informação (LAI) para estados e municípios, "o acesso às informações públicas é um requisito importante para a luta contra a corrupção, o aperfeiçoamento da gestão pública, o controle social e a participação popular".

### Nepotismo e favoritismo
Para o Ministério Público, a prática do nepotismo é considerada prejudicial porque favorece a corrupção, a ineficiência e a falta de transparência na administração pública, e contraria o princípio da igualdade, pois cria uma desigualdade de oportunidades, favorecendo alguns indivíduos em detrimento de outros, com base em relações familiares, e não em mérito ou competência.

### Má gestão
De acordo com um artigo da Revista de Administração Pública, publicado na Scielo Brasil, uma pesquisa identificou a ocorrência de corrupção e má gestão na aplicação de recursos destinados à saúde, e analisou o impacto das características das políticas públicas, das características institucionais dos municípios e dos programas de capacitação de agentes públicos sobre a incidência de corrupção. Observaram-se evidências de que a incidência de corrupção foi menor nos municípios cujos agentes públicos receberam capacitação quanto à legislação e à conformidade na aplicação dos recursos públicos.

## Medidas anticorrupção

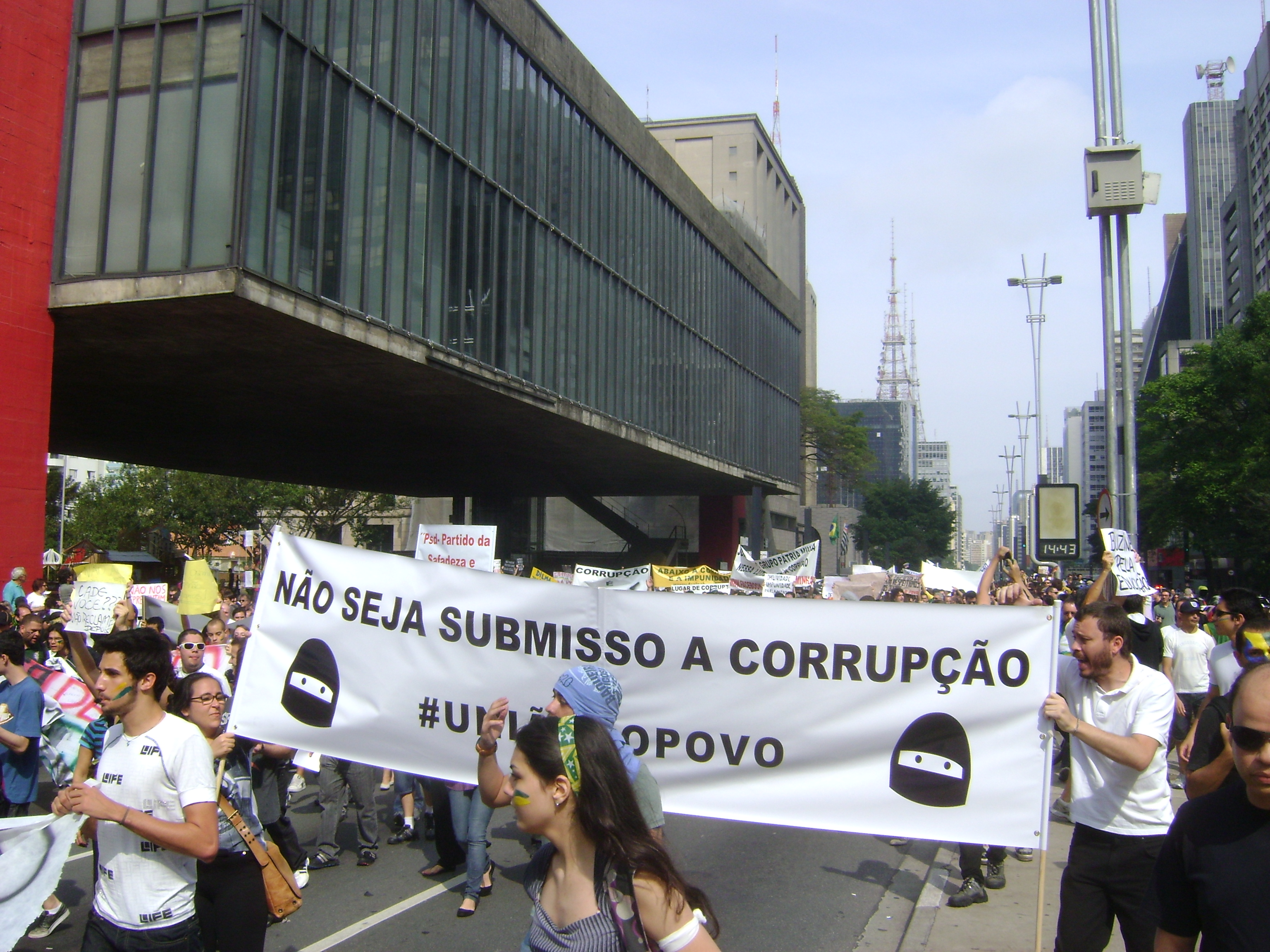
Protesto contra a corrupção na Avenida Paulista, em 2011.

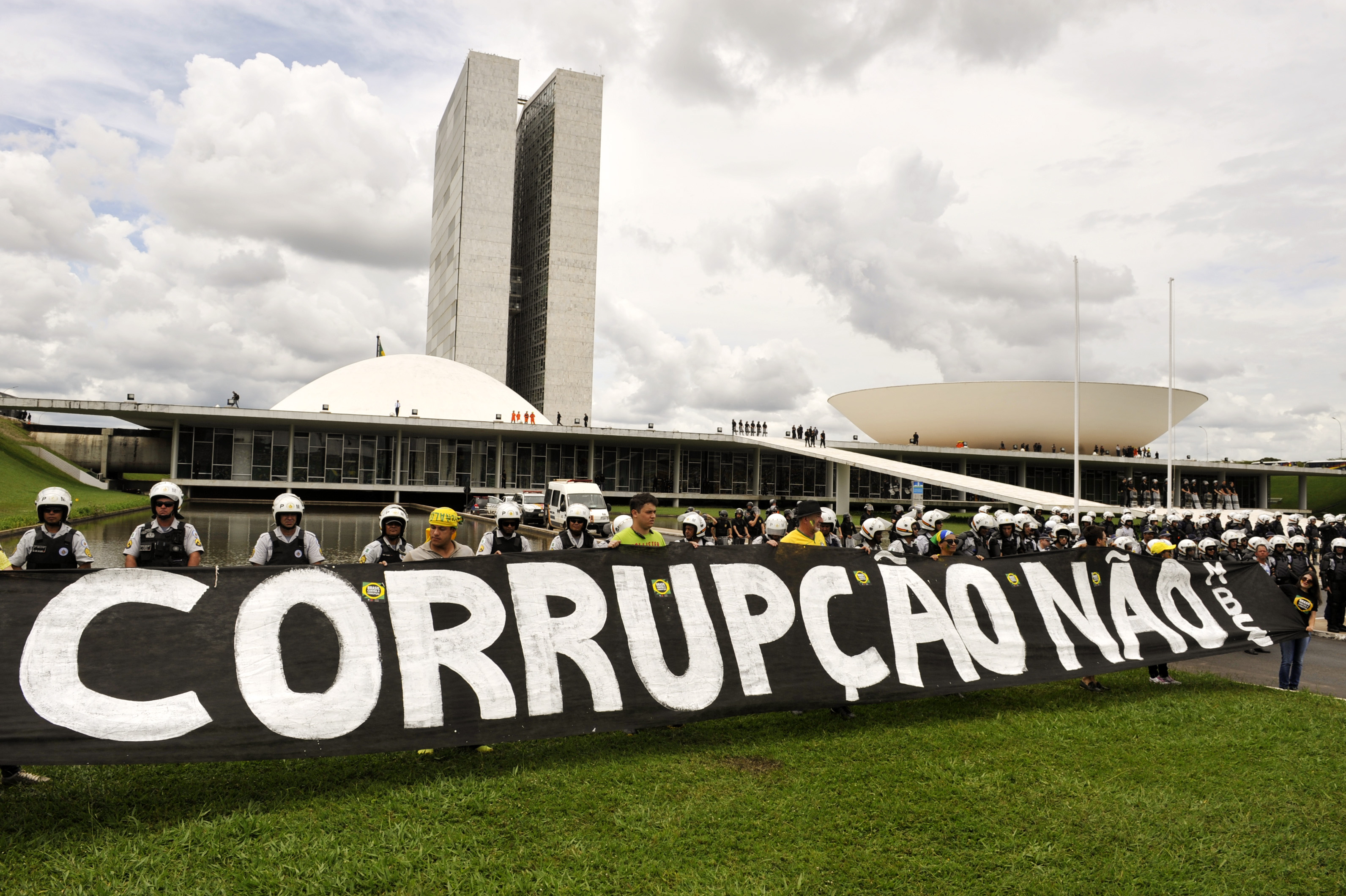
Protesto na Esplanada dos Ministérios, em Brasília, contra a então presidente Dilma Rousseff e para pedir o fim da corrupção no país (2015)

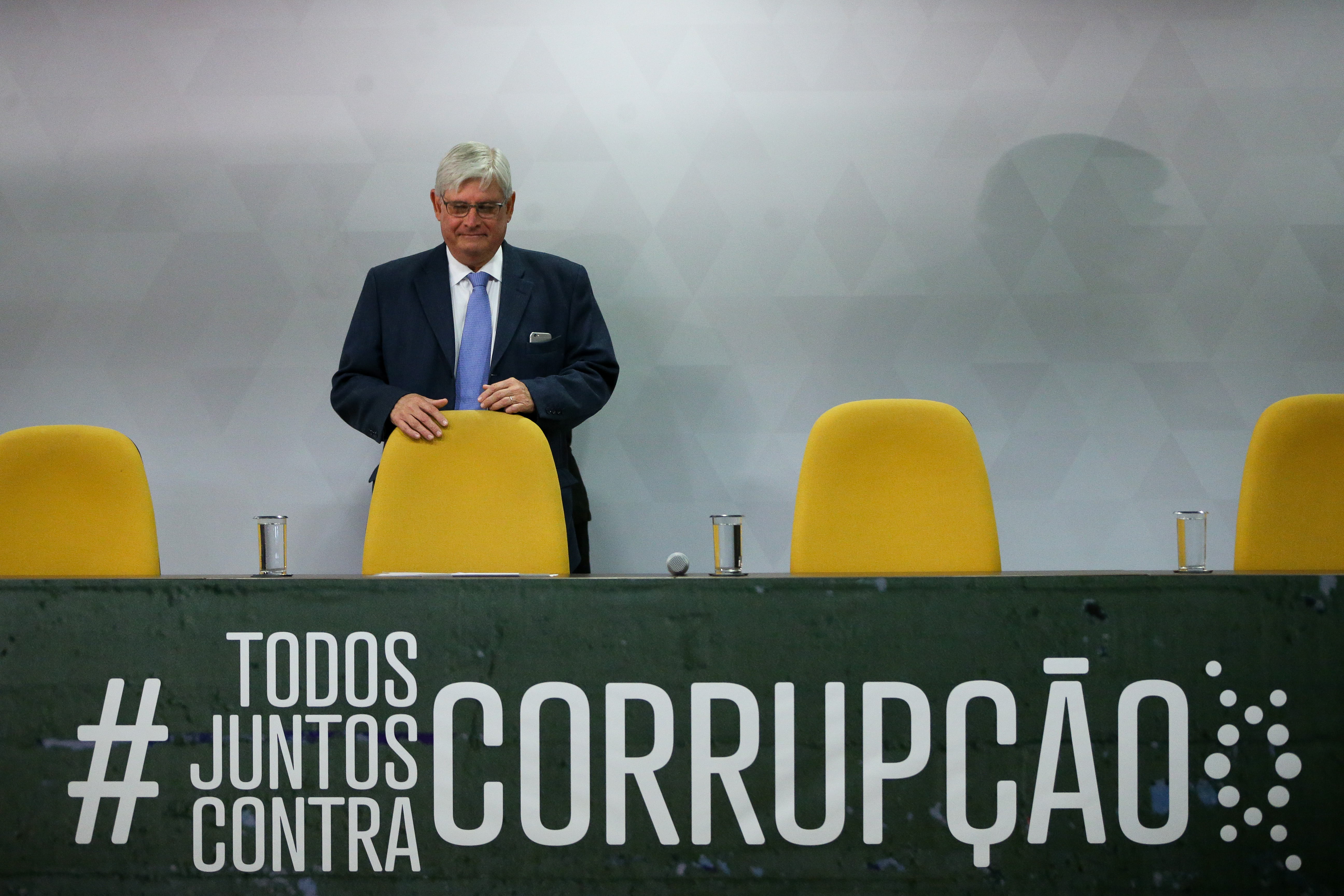
O procurador-geral da República, Rodrigo Janot, durante lançamento da campanha "Todos juntos contra a corrupção", no Conselho Nacional do Ministério Público, 2017

### Medidas governamentais

#### Lei anticorrupção
Instituída em 2013, a Lei anticorrupção (Lei nº 12.846/2013) é uma lei ordinária de autoria do poder executivo que trata da responsabilização objetiva administrativa e civil de empresas pela prática de atos contra a Administração Pública, nacional ou estrangeira, a lei prevê punições como multa administrativa - de até 20% do faturamento bruto da empresa ou até 60 milhões de reais.

#### Programa de Integridade
Em novembro de 2018 o então presidente Michel Temer assinou o decreto nº 9.203/2017 que estabelece procedimentos para estruturação, execução e monitoramento de programas de integridade ( ou compliance) em órgãos e entidades do Governo Federal (ministérios, autarquias e fundações públicas).
A regulamentação definiu diretrizes, etapas e prazos para que os órgãos federais criassem os próprios programas para prevenir, detectar, remediar e punir fraudes e atos de corrupção; inicialmente facultativa, os Planos de Integridade passaram a ser obrigatórios e deveriam ser aprovadados até o dia 29 de março de 2019. É possível verificar se o órgão/entidade está submetido ao monitoramento obrigatório e se já enviou à CGU as informações sobre a implantação do programa através do Painel de Integridade Pública.

#### Pró-Ética
A iniciativa Pró-Ética foi instituída em 9 de dezembro de 2010, por meio da parceria da Controladoria-Geral da União e o Instituto Ethos de Empresas e Responsabilidade Social, a iniciativa foi criada para fomentar junto ao setor empresarial a adoção voluntária de medidas de integridade e de prevenção da corrupção.

#### Brasil Transparente
Com a aprovação da Lei de Acesso à Informação - LAI (Lei nº 12.527/11), o Brasil passou a garantir ao cidadão o direito amplo a qualquer documento ou informação produzidos ou custodiados pelo Estado que não tenham caráter pessoal e não estejam protegidos por sigilo", posteriormente instituindo em 7 de fevereiro de 2013 através da Portaria n° 277, o programa Brasil Transparente. Até outubro de 2018, 1.819 municípios aderiram ao programa, 33% na região Nordeste, 20% no Sul, 24% no Sudeste, 11% no Norte, 12% no Centro-Oeste, além de dez adesões em âmbito nacional.

#### Programa Empresa Íntegra
Criado pela Controladoria-Geral da União e pelo Serviço Brasileiro de Apoio às Micro e Pequenas Empresas (Sebrae), o Programa Empresa Íntegra promove a ética e a integridade em empresas de todo o Brasil.

#### Campanha Pequenas Corrupções – Diga Não
Em junho de 2013, a Controladoria-Geral da União lançou a Campanha “Pequenas Corrupções – Diga Não”. De acordo com a CGU, as "peças buscam chamar a atenção e promover a reflexão sobre práticas comuns no dia-a-dia dos brasileiros, como falsificar carteirinha de estudante; roubar TV a cabo; comprar produtos piratas; furar fila; tentar subornar o guarda de trânsito para evitar multas; entre outras". Outro exemplo são as frequentes fraudes ao seguro-desemprego.

#### Dez medidas contra a corrupção
Dez medidas contra a corrupção é um projeto criado em 2015 pelo Ministério Público Federal (MPF) que tem por objetivo a apresentação de um projeto de lei de iniciativa popular ao Congresso Nacional, destinado ao aperfeiçoamento do sistema jurídico, de modo a reprimir a corrupção e a impunidade no Brasil; as propostas de alterações legislativas buscam por exemplo criminalizar o enriquecimento ilícito, aumentar penas da corrupção, agilizar o processo penal, entre outros.

### Sociedade civil
Por parte da sociedade civil, instituições como a Transparência Brasil e movimentos como Movimento de Combate à Corrupção Eleitoral fazem o seu papel de denunciar e combater as manifestações de corrupção. Em 2014, novos movimentos surgiram no embate à corrupção como Movimento Brasil Livre e Movimento Vem pra Rua.
Um outro instrumento eficaz no combate à corrupção é a transparência (prestação pública de contas dos atos administrativos). Conforme indica o economista Marcos Fernandes da Fundação Getúlio Vargas de São Paulo, "para combater a corrupção, é preciso ter políticas de longo prazo, preventivas, é preciso fazer uma reforma administrativa(...). Disseminar a bolsa eletrônica de compras, informatizar os processos de gestão, permitir que o cidadão fiscalize a execução orçamentária on-line".
Segundo o relatório anual Assuntos de Governança, publicado desde 1996 pelo Banco Mundial, há uma curva ascendente no índice que mede a eficiência no combate à corrupção no Brasil. O índice, que avalia 212 países e territórios, registra subida descontínua da situação brasileira desde 2003, tendo atingido seu pior nível em 2006, quando atingiu a marca de 47,1 numa escala de 0 a 100 (sendo 100 a avaliação mais positiva). Mesmo se comparado a outros países da América Latina, o Brasil ficou numa posição desconfortável: Chile, Costa Rica e Uruguai obtiveram nota 89,8. O índice do Banco Mundial mede a percepção dominante entre ONGs e agências internacionais de análise de risco, sobre a corrupção vigente num determinado país. Por isso alguns questionam a influência no índice de uma maior atuação fiscalizadora da imprensa e dos órgãos policiais, em especial a Polícia Federal, que desde 2003 realizou mais de 300 operações.
De fato, conforme asseverou em 2014 o cientista político Antônio Lassance, apenas em 2003, a partir da definição das competências da Controladoria Geral da União (criada em 2001), pode-se falar em efetivo combate à corrupção no Brasil. O número de servidores públicos demitidos por corrupção entre 2003 e 2013 subiu de 268 em 2003, para 528 em 2013, e somente em 2013 foram realizadas 296 operações pela Polícia Federal, contra 18 em 2003. Em 2014, de acordo com a CGU 363 servidores públicos foram expulsos por corrupção. Desde 2003, informou a Controladoria-Geral da União, já foram expulsos do serviço público 5.390 funcionários da administração pública federal, dos quais 3.599 por corrupção representando 66,7%.

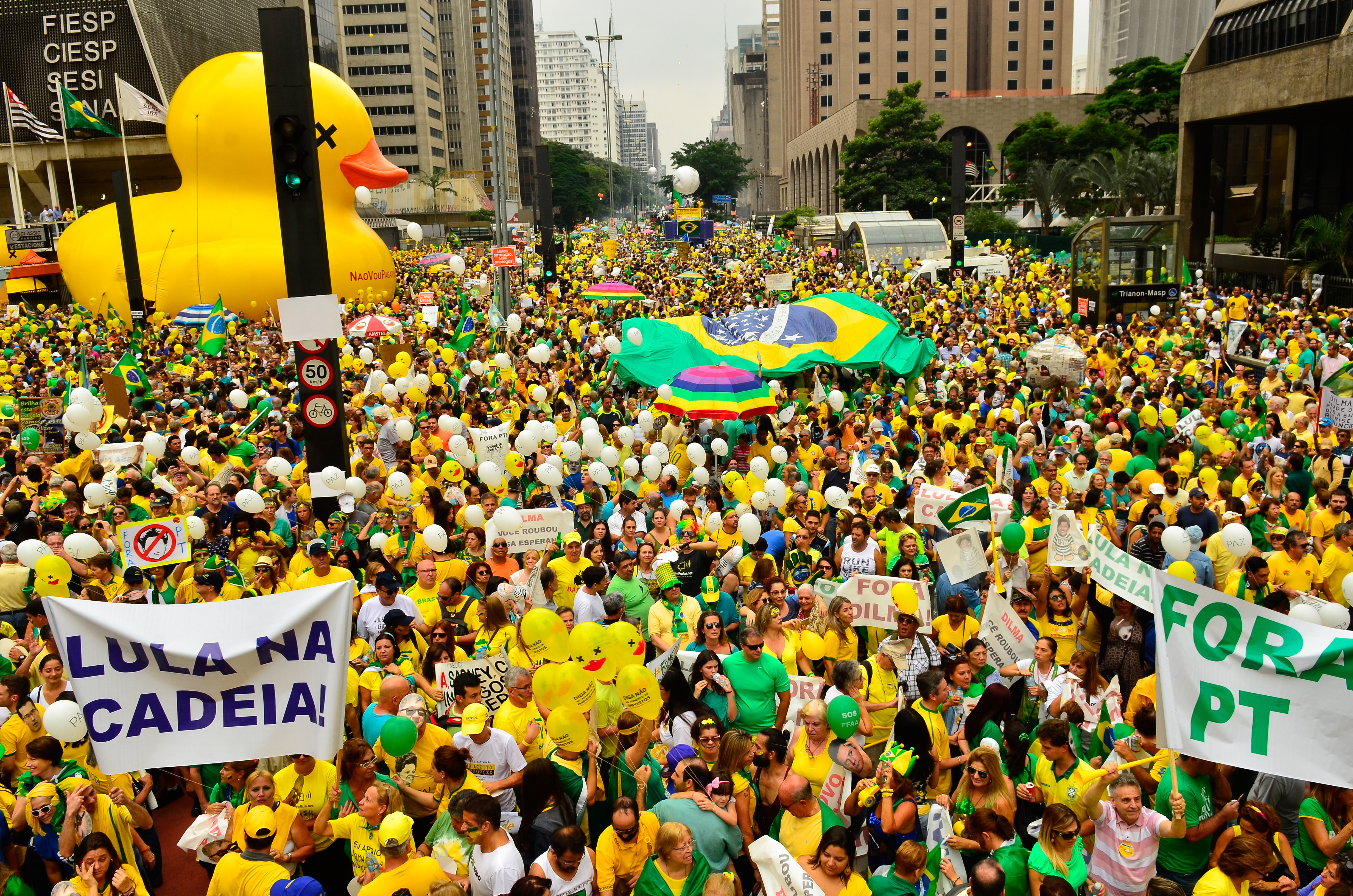
Manifestantes de verde e amarelo se manifestando em defesa da Operação Lava Jato, segurando cartazes que dizem "Lula na cadeia!" e "Fora PT!"

A Operação Lava Jato, comandada pelo coordenador da força-tarefa Deltan Dallagnol e julgada em primeira instância pelo juiz federal Sergio Moro ficou amplamente conhecida por combater a corrupção no Brasil com mais de 150 prisões de empresários, políticos, lobistas e doleiros. Além das prisões, houve mais de 100 condenações, com uma pena total superior a 1.200 anos de prisão. A operação ganhou diversas premiações pelo combate à corrupção. O juiz federal americano Peter Messitte, disse que o julgamento do mensalão e a Operação Lava Jato deixaram para trás os tempos em que escândalos de corrupção política terminavam em pizza no Brasil. A Lava Jato fez com que milhões de pessoas tomassem as ruas em diversos protestos contra a presidente Dilma e pela defesa das investigações.
Em agosto de 2016, o juiz federal Sérgio Moro, depois de defender a proposta das "Dez medidas contra a corrupção" em audiência no Congresso, afirmou que o quadro de corrupção no país é "desalentador". Em palestra na Escola da Magistratura Federal do Paraná (Esmafe-PR), o juiz defendeu mudanças na legislação. O juiz detalhou de forma técnica alguns dos pontos das "Dez Medidas Contra a Corrupção", projeto de autoria do Ministério Público Federal e que está em trâmite no Congresso Nacional. Uma das medidas que ele considerou de maior relevância é a criminalização do caixa dois das campanhas eleitorais. — "As eleições tem que ser limpas. Dinheiro não contabilizado significa burlar as regras da eleição" — afirmou Moro.
Segundo o Transparência Internacional, processos judiciais decorrentes da operação Lava Jato, poderão ajudar o Brasil a frear a corrupção. A organização afirma que apenas reformas institucionais "sérias" permitirão acabar com a corrupção no Brasil.
Em 2018, a Transparência Internacional em parceria com a Fundação Getúlio Vargas (FGV) publicaram um pacote de combate à corrupção com mais de 80 sugestões de proposições legislativas, como emendas constitucionais e projetos de lei.
Escrevendo para o Congresso em Foco, Marcus Vinicius de Azevedo Braga, doutor em Políticas Públicas pela UFRJ declarou: 
Não adianta [a população] vociferar em relação ao gestor ou à classe política diante dos escândalos [de corrupção], e sim entender que é preciso ajustes nos controles políticos e administrativos, fortalecendo a ideia de accountability, de gestores responsáveis e que podem ser responsabilizados. A agenda de uma accountability de reconstrução traz para a pauta essa visão sistêmica desses problemas, norteando reformas estruturais que mitiguem, de alguma forma, as questões subjacentes ao fenômeno da corrupção.

O ânimo investigativo e punitivo faz parte das modernas democracias, em especial face à complexidade do fenômeno da corrupção, dado que é um negócio de vultosos ganhos e que precisa ter respostas que imponham a este um grau de alto risco. Mas é preciso lembrar o ânimo restaurativo, pouco debatido na imprensa, mas que tem uma ciência própria e específica de retomar as rédeas daquele órgão capturado, e que permite avanços nas salvaguardas que revertem em melhores políticas públicas, devolvendo aquele que foi o maior prejuízo causado pela corrupção.— Marcus Vinicius de Azevedo Braga, Congresso em Foco

## Mídias
Em março de 2018, a Netflix lançou a primeira temporada da série "O Mecanismo", dirigida por José Padilha, que retrata o mecanismo da corrupção sistêmica brasileira, retratando o escândalo do Banestado e o escândalo da Petrobras, conhecido como Petrolão, investigado pela força-tarefa da Operação Lava Jato, composta por procuradores da República do Ministério Público Federal e agentes da Polícia Federal do Brasil.